# Жумакан, Алишер Жолтайулы
Алишер Жолтайулы Жумакан (род. 17 января 1997, Алма-Ата) — казахстанский велогонщик, выступающий на треке и шоссе.

## Биография
С 2012 года участвовал в международных соревнованиях. Участник Азиатских игр 2018 года в Джакарте. Призёр и победитель международных соревнований класса CL1 и CL2.

## Достижения

### Шоссе
2014
2-й на чемпионате Азии — индивидуальная гонка (юниоры)
2017
2-й на чемпионате Казахстана — групповая гонка

### Трек
2015
Чемпионат Азии
 командная гонка преследования (юниоры)
2017
 Азиатские игры в помещениях — командная гонка преследования
2019
 Чемпион Казахстана — мэдисон
Чемпионат Азии
 индивидуальная гонка преследования
 командная гонка преследования
 Гран-при Москвы — командная гонка.
2020
Чемпионат Азии
 индивидуальная гонка преследования
 скрэтч

## Рейтинги
| Год                 | 2017   | 2018   | 2019   | 2020 | 2021   | 2022 | 2023 | 2024   |
| ------------------- | ------ | ------ | ------ | ---- | ------ | ---- | ---- | ------ |
| Мировой рейтинг UCI | 1005-й | 3078-й | 2800-й | -    | 2123-й | -    | -    | 1600-й |
| Азиатский тур UCI   | 143-й  | 755-й  | 287-й  | -    | 151-й  | -    | -    | -      |
|                     |        |        |        |      |        |      |      |        |
| Источник: UCI       |        |        |        |      |        |      |      |        |